# Explorer 3

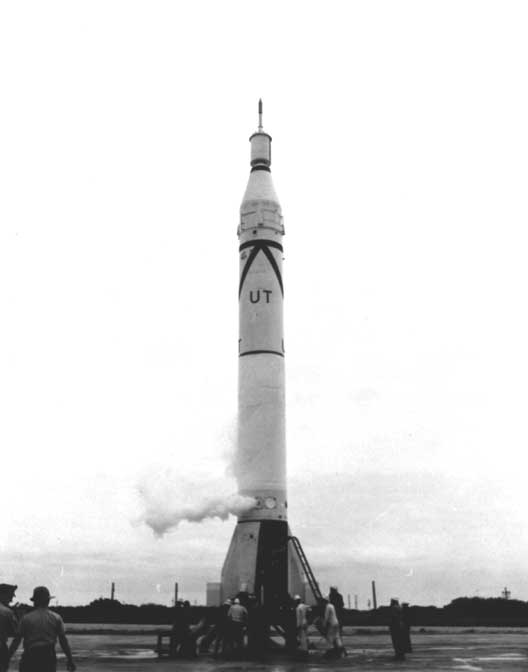
Die Juno-1-Trägerrakete mit Explorer 3.

Explorer 3 war der dritte Satellit des Explorer-Programms, welches das erste und zugleich umfangreichste Programm von Satelliten und Raumsonden der Vereinigten Staaten war.
Der Satellit wurde im Rahmen des Geophysikalischen Jahres gestartet und sollte, nach dem Scheitern von Explorer 2, die Forschung von Explorer 1 fortführen. Die Instrumente waren dabei im vorderen Teil des Gehäuses der 4. Stufe der Trägerrakete untergebracht. Explorer 3 war spinstabilisiert und drehte sich ca. 750 mal pro Minute um die Längsachse. Um die Daten eines kompletten Umlaufs zur Bodenstation zu senden, verfügte Explorer 3 über ein Magnetband. Die Daten wurden mit einem 60-Milliwatt-Transmitter auf 108,03 MHz und mit einem 10-Milliwatt-Transmitter auf 108,00 MHz zur Erde gesendet. Als Antennen dienten zwei Schlitzantennen. Energie bezog der Satellit von einer Nickel-Cadmium-Batterie, die allein etwa 40 % des Gewichts der Nutzlast ausmachte. Diese konnte den 60-Milliwatt-Transmitter für 31 Tage und den 10-Milliwatt-Transmitter für 105 Tage mit Strom versorgen.
Zur Thermalkontrolle war die Oberfläche von Explorer 3 weiß mit dunkelgrünen Streifen bemalt. Wie seine beiden Vorgänger war Explorer 3 unter anderem mit einem Geigerzähler zum Messen von kosmischer Strahlung ausgestattet sowie einer Apparatur zum Detektieren von Mikrometeoriten.
Am 27. Juni 1958 nach etwa 1160 Erdumkreisungen verglühte der Satellit in der Atmosphäre. Ein Replikat kann im National Air and Space Museum in Washington, D.C. besichtigt werden.